# Léa Gray
Léa Gray est une actrice belge née Jeanne Victoria Frédérica Léa Austraet le 30 mars 1903 à Ixelles (Belgique) et morte le 25 avril 1987 à Paris.

## Filmographie
- 1949 : La Valse de Paris de Marcel Achard : La duchesse de Morny
- 1957 : C'est la faute d'Adam de Jacqueline Audry
- 1957 : La Garçonne de Jacqueline Audry
- 1959 : Bouche cousue de Jean Boyer
- 1961 : La Princesse de Clèves de Jean Delannoy : Mme de Mercourt
- 1961 : Madame Sans-Gêne de Christian-Jaque
- 1962 : Les Bonnes Causes de Christian-Jaque
- 1965 : Le Tonnerre de Dieu de Denys de La Patellière : La taulière
- 1967 : J'ai tué Raspoutine de Robert Hossein
- 1970 : Max et les Ferrailleurs de Claude Sautet : Mme Saidani
- 1972 : Paulina 1880 de Jean-Louis Bertuccelli : Mme Lanciani

## Théâtre
- 1962 : Les hommes préfèrent les blondes de Anita Loos, mise en scène Christian-Gérard, Théâtre des Arts